# Rome en flammes

Rome en flammes (titre original : L’incendio di roma) est un film italien de Guido Malatesta sorti en 1965.

## Synopsis
Néron charge Menecrate chef des prétoriens de pourchasser et persécuter les chrétiens. Il est assisté par Marco Valerio , un jeune consul. En fouillant les catacombes, Marco constate que, parmi les chrétiens se trouve Giulia, dont il est amoureux. Ne pouvant se résoudre à l'arrêter, il l'aide à s'échapper. Peu de temps après, il est arrêté et condamné à combattre dans l’arène. Livia, la mère de Marco, plaide sa grâce auprès de l'empereur…

## Fiche technique
- Titre original : L’incendio di Roma
- Titre français : Rome en flammes
- Réalisation : Guido Malatesta
- Sujet de : Giorgio Marzelli
- Scénario : Guido Malatesta
- Réalisation deuxième équipe : Franco Baldanello
- Producteur : Giorgio Marzelli
- effets spéciaux : Pasquale Mancino
- Directeur de la photographie : Aldo Greci
- Système : Cinémascope, Eastmancolor
- Musique : Gian Stellari et Guido Robuschi
- Studio : Incir de Paolis Rome
- Production : GMC Rome
- Avec la participation de : Jadram film  Belgrade
- Directeur de production : Micheangelo Ciafre
- costumes : Rosalba Menichelli
- Montage : Enzo Alfonsi
- Décors : Oscar D’amico
- Genre : film d'aventure, film d'action, péplum
- Pays :  Italie
- Aspect ratio : 2.35 : 1
- Durée : 79 minutes
- Distributeur en France : Cineprodis
- Dates de sortie :  
  -  Italie : 20 mars 1965
  -  France : 27 février 1973

## Distribution
- Lang Jeffries  (VF : Jean-Pierre Duclos) : Marco Valerio
- Cristina Gajoni  (VF : Michele Bardollet) : Giulia
- Evi Maltagliati  (VF : Lucienne Givry) : Livia Augusta
- Mario Feliciani  (VF : Henri Virlojeux) : Sénèque
- Moira  Orfei  (VF : Jacqueline Carrel) : Poppée
- Franco Fantasia  (VF : Michel Gatineau) : Claudio
- Vladimir Medar (en) (VF : Roger Carel) : Néron
- Vladimir Bacic  (VF : Georges Aminel) : Menecrates, chef des prétoriens
- Demeter Bitenc  (VF : Bernard Dheran) : Le président du sénat
- Petar Dobric  (VF : Louis Arbessier) : Tigellino
- Luciano Marin  (VF : Pierre Trabaud) : Fulvio
- Lilli Darelli  (VF : Sophie Leclair) : La servante du sénateur
- Massimo Carocci : Un jeune chrétien
- Anita Todesco : Une jeune chrétienne
- Domenico Maggio : Un prétorien
- Franco Daddi : Un prétorien
- Riccardo Pizzuti : Un soldat
- avec les voix de  Fernand Fabre (Publio Rufo père de Giulia), Jean Violette  (Voleur)